# 克利爾 (阿拉斯加州)
克利爾（英語：Clear）是位於美國阿拉斯加州迪納利自治市鎮的一個非建制地區。該地的面積和人口皆未知。

## 地理
克利爾的座標為64°15′22″N 149°11′08″W / 64.25611°N 149.18556°W，而該地的平均海拔高度為158米（即518英尺）。